# Rajd Wisły 1966
16. Rajd Wisły – 16. edycja Rajdu Wisły. Był to rajd samochodowy rozgrywany od 23 do 25 września 1966 roku. Była to trzecia runda Rajdowych Samochodowych Mistrzostw Polski w roku 1966. Rajd składał się z następujących prób sportowych: 4 odcinków specjalnych, 2 prób szybkości górskiej i 2 prób szybkości płaskiej. Został rozegrany na nawierzchni asfaltowej. Zwycięzcą rajdu został Sobiesław Zasada.

## Wyniki końcowe rajdu[1][2]
| Miejsce | Kierowca           | Pilot                | Samochód            | Czas  | Strata | Grupa Klasa |
| ------- | ------------------ | -------------------- | ------------------- | ----- | ------ | ----------- |
| 1       | Sobiesław Zasada   | Ewa Zasada           | Steyr Puch 650 TR   | 8:29  | -      | B1          |
| 2       | Antoni Weiner      | Jan Karel            | Volvo 122 S         | 10:01 | +1:32  | B3          |
| 3       | Andrzej Nytko      | Jan Soczek           | Fiat 1300           | 10:53 | +2:24  | B2          |
| 4       | Henryk Ruciński    | Władysław Helis      | Ford Cortina Lotus  | 13:24 | +4:55  | B3          |
| 5       | Kazimierz Jaromin  | Janusz Zemła         | Škoda 1000 MB       | 13:34 | +5:05  | A3          |
| 5       | Kazimierz Jaromin  | Janusz Zemła         | Škoda 1000 MB       | 13:34 | +5:05  | A3          |
| 6       | Marek Varisella    | Władysław Domański   | FSO Syrena 104      | 14:16 | +5:47  | B1          |
| 7       | Ksawery Frank      | Zygmunt Wiśniowski   | Mercedes-Benz 220 S | 14:37 | +6:08  | B3          |
| 8       | Andrzej Komorowski | Wiesław Mrówczyński  | Škoda 1000 MB       | 17:07 | +8:38  | B2          |
| 9       | Marian Rogoziński  | Aleksander Bobrowski | Volkswagen 1300     | 19:27 | +10:58 | A4/A5/A6    |
| 10      | Ryszard Kopczyk    | Andrzej Zembrzuski   | Wartburg 311        | 20:33 | +12:04 | A3          |